# Sedlečko (Šemnice)
Sedlečko (německy Satteles) je vesnice, část obce Šemnice v okrese Karlovy Vary v Karlovarském kraji. Nachází se asi 1,5 kilometru západně od Šemnic. Sedlečko leží v katastrálním území Sedlečko u Karlových Var o rozloze 6,48 km².

## Historie
První písemná zmínka o vesnici pochází z roku 1465.

## Obyvatelstvo
Při sčítání lidu v roce 1921 ve vsi žilo 219 obyvatel (z toho 101 mužů) německé národnosti a římskokatolického vyznání. Podle sčítání lidu z roku 1930 měla vesnice 228 obyvatel: dva Čechoslováky a 226 Němců. Kromě jednoho člověka bez vyznání se hlásili k římskokatolické církvi.
| Rok            | 1869 | 1880 | 1890 | 1900 | 1910 | 1921 | 1930 | 1950 | 1961 | 1970 | 1980 | 1991 | 2001 | 2011 | 2021 |
| -------------- | ---- | ---- | ---- | ---- | ---- | ---- | ---- | ---- | ---- | ---- | ---- | ---- | ---- | ---- | ---- |
| Počet obyvatel | 142  | 168  | 137  | 218  | 264  | 219  | 228  | 100  | 98   | 157  | 213  | 205  | 249  | 232  | 207  |
| Počet domů     | 21   | 23   | 22   | 28   | 30   | 31   | 34   | 44   | 44   | 25   | 36   | 38   | 51   | 57   | 63   |

## Obecní správa
Při sčítání lidu v letech 1869–1890 Sedlečko bylo osadou obce Šemnice v okrese Karlovy Vary. V letech 1900–1930 bylo samostatnou obcí v okrese Karlovy Vary. Od roku 1950 je opět částí obce Šemnice, se kterým patřilo nejprve do okresu Karlovy Vary-okolí, ale od roku 1960 v okrese Karlovy Vary.